# جورج دبلیو. پپر
جورج دبلیو. پپر (به انگلیسی: George Wharton Pepper) سناتور سابق عضو حزب جمهوری‌خواه ایالات متحده آمریکا بود. وی در سال ۱۹۲۲ تا ۱۹۲۷ میلادی سناتور ایالت پنسیلوانیا در سنای ایالات متحده آمریکا بود.